# Black Hollow Cage
Black Hollow Cage es una película española de ciencia ficción escrita y dirigida por Sadrac González-Perellón y producida por Javier Aguayo.

## Reparto
- Lowena McDonell como Alice.
- Julian Nicholson como Adam.
- Haydée Lysander como Erika.
- Marc Puiggener como Paul.
- Will Hudson como David.
- Lucy Tillett como mamá.
- Daniel M. Jacobs como el médico.

## Estreno
La cinta tuvo su premier mundial en el Festival Internacional de Cine Fantástico de Neuchâtel en 2017. Es una cinta de ciencia ficción en la que juega con el tiempo para hablar sobre la pérdida y el deseo de volver al pasado para cambiar lo que nos hizo daño.

## Premios y nominaciones
Ganó el Premio del Jurado en el Festival Internacional de Cine Fantástico de Bucheon, en Corea del Sur. Black Hollow Cage también estuvo en sección oficial en el Festival Internacional de Cine Fantástico de Sitges y fue nominada a mejor película, mejor guion (para Sadrac González-Perellón) y mejor interpretación (para la actriz Lowena McDonell) en el Festival de Cine de Raindance.